# Ситников, Владимир Алексеевич
Владимир Алексеевич Ситников (род. 25 ноября 1952) — советский хоккеист, нападающий.

## Биография
Воспитанник воскресенского «Химика». В сезоне 1970/71 сыграл за команду в высшей лиге два матча. В следующем сезоне выступал за неофициальный фарм-клуб «Химика» «Сатурн» (Раменское) в классе «Б». 2,5 сезона играл за СКА МВО в рамках прохождения армейской службы. С 1975 года в течение 16 сезонов выступал за «Станкостроитель» Рязань. В год дебюта стал обладателем кубка РСФСР. Был капитаном команды. Рекордсмен по числу игр за «Станкостроителя» — около 900. Забил более 300 шайб — второй результат после Алексея Жеребцова.
Чемпион Европы среди юниорских команд 1971.
Два сезона выступал за «Электрон» в чемпионате Рязанской области и первенстве СССР среди КФК, затем два сезона — за рязанский «Феникс».